# Stazione di Aviano
Stazione di Aviano vasútállomás Olaszországban, Aviano településen.

## Vasútvonalak
Az állomást az alábbi vasútvonalak érintik:
- Sacile-Pinzano-vasútvonal

## Kapcsolódó állomások
A vasútállomáshoz az alábbi állomások vannak a legközelebb:
- Stazione di Montereale Valcellina
- Stazione di Budoia-Polcenigo